# Tennenbronn
Tennenbronn est un Ortsteil de la ville de Schramberg dans l'arrondissement de Rottweil (Landkreis Rottweil), en Forêt-Noire. Jusqu'au 1er mai 2006, Tennenbronn était commune indépendante.